# Az Illés szekerén (album)
Az Illés szekerén  Bródy János 2011-ben megjelent szólóalbuma. A cím Ady Endre híres versére, illetve Bródy korábbi együttesére, az Illés-re utal. A Mahasz Top 40 lemezeladási listáján 59 hétig szerepelt az album, és az eladott példányszám alapján platinalemez státuszt ért el. Az alkotók szándékai szerint az Illés-zenekar hagyományainak szellemében került összeállításra az izgalmasan sokszínű zenei anyag. A '60-as évek világára visszatekintve a hatvanas éveiben járó szerző ezzel az albummal mintegy összefoglalta zenei pályafutását, és a lemez dupla platina forgalmat ért el és Fonogram-díjat is kiérdemelt. A 14 dal mindegyike önállóan is megállja a helyét, de gondosan sorba állítva és egymáshoz kapcsolódva a külön-külön is sokatmondó számok különleges összhatásban érzékeltetik egy jelentős művész véleményét az állandóan változó és örökösen visszatérő körforgásban élő világunkról.

## Az album dalai
1. Rég elmúltam 60 - 03.38
2. Édes életünk - 04:42
3. Ezek ugyanazok - 04:33
4. Ne légy hozzám jó - 04:26
5. Talán még túl fiatal - 04:24
6. Nyuggerdal - 04:20
7. És mennyi szerelem - 04:13
8. Ahogy állnak a csillagok - 04:05
9. A királylány balladája - 04:54
10. A szebb jövő - 04:11
11. A falra festett ördög - 03:42
12. Maszkabál - 03:38
13. Lesz még egyszer - 03:28
14. Az Illés szekerén - 03:23

## Külső hivatkozások
- Bródy János honlapja